# Pierre Lebon (homme politique)
Pour les articles homonymes, voir Pierre Lebon et Lebon.
Pierre Lebon, né le 17 février 1890 à Paris et mort le 30 décembre 1967 à Bidart (Basses-Pyrénées), est un homme politique français, député des Deux-Sèvres.

## Biographie
Pierre Lebon est le fils d'André Lebon, ministre, député des Deux-Sèvres et homme d'affaires, et d'Hélène dite Zinka Paléologue, sœur de l'ambassadeur et académicien Maurice Paléologue. Il a épousé successivement deux sœurs Jeanne (1891-1916), puis Simone Crozet-Fourneyon, filles d'Émile Crozet-Fourneyron, député puis sénateur de la Loire, maire du Chambon-Feugerolles, dont il a eu plusieurs enfants.
Il est enterré dans une tombe située à proximité de celle de ses parents au cimetière de Clairefontaine-en-Yvelines.

## Détail des fonctions et des mandats

### Mandat parlementaire
- novembre 1944 - 3 août 1945 : délégué à l'Assemblée consultative provisoire, dans la catégorie des représentants de la Résistance  (Fédération républicaine et Républicains nationaux)
- 17 juin 1951 - 1er décembre 1955 : député des Deux-Sèvres (RPF)

## Œuvres
- Essais de désintoxication (1945)[2], prix Marcelin Guérin de l'Académie française en 1946
- De Gaulle au pouvoir (1951)